# Rheinbrücke Albbruck–Schwaderloch
Die Rheinbrücke Albbruck–Schwaderloch, auch Steg Schwaderloch genannt, ist eine Fußgänger- und Zweiradfahrerbrücke über den Rhein bei Albbruck (Baden-Württemberg) und Schwaderloch (Kanton Aargau).
Sie verbindet die Albbrucker Rheininsel, die durch den Werkskanal vom Wasserkraftwerk Albbruck gebildet wird, mit der Schweizer Seite. Die Brücke ist sehr schmal und für Fußgänger und Zweiradfahrer von beiden Seiten aus passierbar.
In der Mitte der Brücke gibt es ein abschließbares Gittertor. Auf beiden Seiten des Rheins befindet sich ein Zollhaus, das nicht mehr in Gebrauch ist. Auf Schweizer Seite ist zudem ein Schindlerbunker vorhanden, von dem aus früher die Sprengung des Stegs ausgelöst werden konnte.

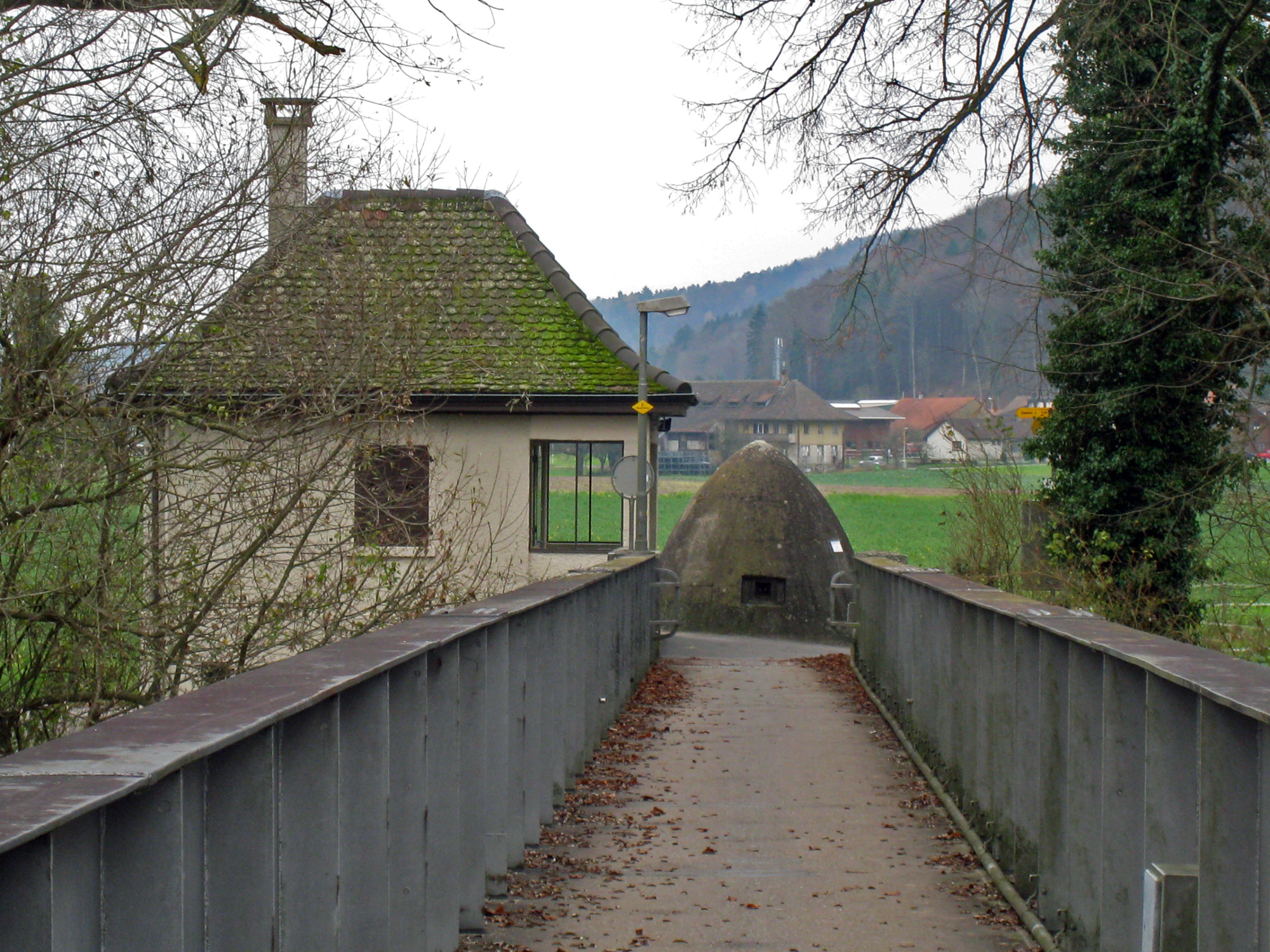
Zollhaus und Bunker auf der Schweizer Seite